# Castelo Colwyn

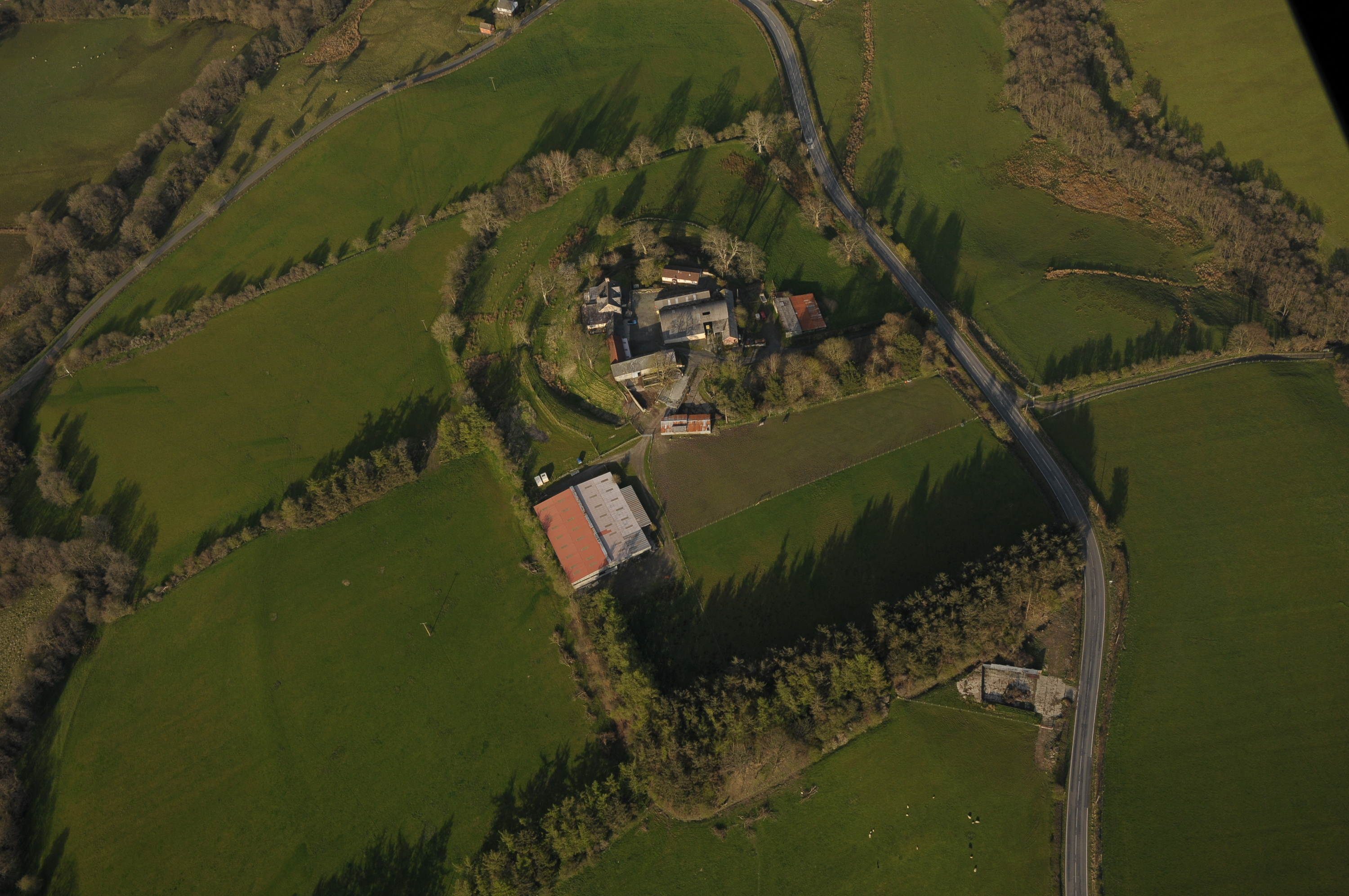
Vista aérea do Castelo Colwyn.

O Castelo Colwyn foi um castelo medieval perto de Llansantffraed, no País de Gales. Foi construído no local de um forte romano. O castelo foi capturado em 1196 por Rhys ap Gruffydd, que fazia campanha contra os normandos. Foi reconstruído em 1242 por Ralph de Mortimer para proteger o senhorio de Maelienydd, que ele havia adquirido recentemente.